# Cacia spinigera
Cacia spinigera là một loài bọ cánh cứng trong họ Cerambycidae.